# Yuka Sato (karaté)
Pour les articles homonymes, voir Yuka Sato.
Yuka Sato est une karatéka japonaise née le 7 octobre 1985 et qui vivait à Tōkyō fin 2006. Elle a notamment remporté la médaille de bronze en kumite individuel féminin moins de 60 kilos aux XVIIIe championnats du monde de karaté puis la médaille d'or dans la même discipline aux XVe Jeux asiatiques.

## Résultats
| Résultat | Date             | Épreuve                   | Catégorie | Compétition                                  | Ville hôte           |
| -------- | ---------------- | ------------------------- | --------- | -------------------------------------------- | -------------------- |
| [ 2 ]    | 11 novembre 2005 | Kumite par équipe         | Juniors   | Championnats du monde juniors et cadets 2005 | Limassol, à Chypre   |
| [ 2 ]    | 13 novembre 2005 | Kumite individuel - 60 kg | Juniors   | Championnats du monde juniors et cadets 2005 | Limassol, à Chypre   |
| [ 3 ]    | 15 octobre 2006  | Kumite individuel - 60 kg | Seniors   | Championnats du monde 2006                   | Tampere, en Finlande |
| [ 4 ]    | 13 décembre 2006 | Kumite individuel - 60 kg | Seniors   | Jeux asiatiques 2006                         | Doha, au Qatar       |
| [ 5 ]    | 24 août 2007     | Kumite individuel - 60 kg | Seniors   | Championnats d'Asie 2007                     | Nilai, en Malaisie   |